# Orchot Tzaddikim
Orchot Tzaddikim (ebraico: ארחות צדיקים) è un libro di etica ebraica scritto in Germania nel XV secolo, intitolato Sefer ha-Middot dall'autore, ma chiamato Orḥot Ẓaddiḳim un copista successivo. Sotto questo titolo una traduzione in yiddish, dalla quale furono omessi l'ultimo capitolo ed alcuni altri brani, fu stampata a Isny nel 1542, sebbene l'originale ebraico non sia apparso che qualche anno dopo (Praga, 1581). Tuttavia successivamente l'opera fu spesso stampata in entrambe le lingue. L'autore del testo è ignoto, quantunque lo storico Moritz Güdemann (cfr. Gesch. iii. 223) affermi la plausibile ipotesi che sia stato Yom-Tov Lipmann-Muhlhausen.